# アドレノステロン
アドレノステロン(Adrenosterone)は、弱いアンドロゲン活性を持つステロイドホルモンである。1936年にバーゼル大学のタデウシュ・ライヒスタインによって、副腎皮質から初めて単離された。当初、アドレノステロンは、「ライヒスタインの物質G」と呼ばれていた。ヒトやその他の哺乳類の体内で、アドレノステロンは痕跡量生じるが、魚類では大量に生成して、11-ケトテストステロンの前駆体となる。
アドレノステロンは、イカダモによって、11-ケトテストステロンに変換されることが示されている。同様の代謝経路はヒトにもあると考えられており、それがアドレノステロンのアンドロゲン活性に寄与している。
アドレノステロンは、脂肪減少及び筋肉増強のサプリメントとして2007年から販売されている。これは、コルチゾールをコルチゾンに活性化する11β-ヒドロキシステロイドデヒドロゲナーゼの選択的競合阻害剤として働くと考えられている。
鶴岡連携拠点がんメタボロミクス研究所所属の中山浄二研究員が、筋肉増強と脂肪減少で利用されている既存薬のアドレノステロンにがん転移を抑制する効果をゼブラフィッシュを利用して確認した、と2019年11月21日に発表した。同内容はMolecular Cancer Researchにも同日掲載された。